# Beat Crazy
Beat Crazy är ett musikalbum av Joe Jackson där artistnamnet anges som Joe Jackson Band. Det var hans tredje studioalbum och gavs ut av A&M Records i oktober 1980. Musiken på skivan växlar mellan punk, new wave och reggae. Albumet blev till skillnad från hans två föregående album inte någon jättestor kommersiell framgång och innehöll ingen stor singelhit.

## Låtlista
1. "Beat Crazy" (sång av Graham Maby) - 4:15
2. "One to One" - 3:22
3. "In Every Dream Home (A Nightmare)" - 4:31
4. "The Evil Eye" - 3:45
5. "Mad at You" - 6:03
6. "Crime Don't Pay" - 4:24
7. "Someone Up There" - 3:47
8. "Battleground" - 2:33
9. "Biology" - 4:31
10. "Pretty Boys" - 3:41
11. "Fit" - 4:45

## Listplaceringar
- Billboard 200, USA: #41[1]
- UK Albums Chart, Storbritannien: #42[2]
- Nederländerna: #32[3]